# ᴽ
Cette page contient des caractères spéciaux ou non latins. S’ils s’affichent mal (▯, ?, etc.), consultez la page d’aide Unicode.
ᴽ, appelée ou en exposant, ou supérieur ou lettre modificative ou (lettre modificative majuscule ou dans Unicode), est un symbole de l’alphabet phonétique ouralien. Il est formé de la lettre ȣ mise en exposant.

## Utilisation
Dans l’alphabet phonétique ouralien, ‹ ᴽ › indique la prononciation entre deux sons de la voyelle qui le précède.

## Représentations informatiques
La lettre modificative ou peut être représenté avec les caractères Unicode suivants (extensions phonétiques) :
| formes       | représentations | chaînes de caractères | points de code | descriptions                     | note                            |
| ------------ | --------------- | --------------------- | -------------- | -------------------------------- | ------------------------------- |
| modificative | ᴽ               | ᴽ                     | U+1D3D         | lettre modificative majuscule ou | codé pour le symbole phonétique |

## Sources
- (en) Finlande, Irlande, Norvège ISO/IEC JTC1/SC2/WG2, Uralic Phonetic Alphabet characters for the UCS (no N2419, L2/02-141), 20 mars 2002 (lire en ligne)
- (fi) Antti Iivonen, Antti Sovijärvi et Reijo Aulanko, « Suomalais-ugrilaisen tarkekirjoituksen (SUT) merkit », dans Foneettisen kirjoituksen kehitys ja nykytile: kansainvälinen foneettinen aakkosto (IPA), Suomalais-ugrilainen tarkekirjoitus (SUT), Helsinki, coll. « Helsingin Yliopiston Fonetiikan Laitoksen Monisteita » (no 16), 1990 (lire en ligne)